# Leptolalax melicus
Leptolalax melicus é uma espécie de anfíbio anuro da família Megophryidae. Está presente no Cambodja. A UICN classificou-a como em perigo de extinção.